# Herautstuk
Een herautstuk is een zich herhalend meetkundig patroon op een wapenschild, niet te verwarren met vlakverdeling.

## Geschiedenis
Een wapenschild werd al voor 1100 beschilderd, maar er was toen nog geen sprake van persoonlijke wapens of familiewapens. Herautstukken waren oorspronkelijk op het schild aangebrachte versterkingen zoals: knoppen, schijven en allerlei andere vormen om het schild meer stevigheid te geven. In latere tijden werd het bijvoorbeeld een muuranker of kruis. Rond 1100 veranderde dat omdat de helmen gesloten werden zodat men een ridder niet meer aan zijn gezicht kon herkennen. De herauten kregen de taak om de schilden van deelnemers aan toernooien en in de strijd te beschrijven. Zo ontstond een vast vocabularium waarin men de vormen, verdeling en kleuren vastgelegde.
Behalve herautstukken kan een wapenschild ook met figuren als heraldische dieren beladen zijn. De figuren kunnen ook op de herautstukken zijn geplaatst. In de Franse heraldiek komen herautstukken veel voor waar velden bezaaid met figuren erg gewild waren.

## Herautstukken

Voorbeelden van herautstukken: 1.gepaald, 2.gebalkt, 3.geschaakt, 4.geschuind, 5.gekeperd of chevron, 6.schildzoom, 7.schildkruis en 8.spitsgeruit

Alle vormen en figuren op een wapen noemt men "stukken". Deze zijn in twee groepen te verdelen: gewone stukken en herautstukken. 
- Gewone stukken bevatten afbeeldingen zoals delfstoffen, planten, dieren en gebruiksvoorwerpen
- Herautstukken bestaan uit geometrische figuren die het schild van rand tot rand in vakken met kleuren verdelen. De geometrische vormen op een schild, moet men niet verwarren met bijvoorbeeld doorsneden of gecarteleerde schilden, waar ieder deel bestaat uit een apart wapen. Herautstukken maken deel uit van één wapen.

Herautstukken kunnen het schild een verticale indeling geven door middel van bijvoorbeeld palen, een horizontale indeling met balken of een diagonale indeling door schuinbalken. Als men een schild verticaal verdeelt, spreekt men van gedeeld; bij een horizontale verdeling spreekt men van doorsneden.
- De mogelijkheden zijn in feite onbeperkt. Men kent ook nog: gegeerd, kruis, verdeeld door gaffelsnede, schildhoek, schildzoom, binnenzoom, schildhoofd, schildvoet, doorsneden en half gedeeld en barensteel.

### Lijst van herautstukken[1]
- Barensteel
- Bezant
- Blok(je)
- Bol
- Dwarsbalk
- Keper
- Koek
- Kruis
- Kruis(je)
- Malie
- Paal
- Ruit
- Schildje
- Schuinbalk
- Schuinkruis
- Turf

adelaar · Agnus Dei · alliantiewapen · andreaskruis · ankerkruis · armoriaal · baldakijn · barensteel · bezant · Bourgondisch kruis · brisure · cartouche · centaur · cordelière · dekkleed · dorpsvlag · dorpswapen· drieberg · dubbelkoppige adelaar · dwarsbalk · fleur de lis · fleuron · Friese adelaar · gaande leeuw · gecarteleerd · Gelderse leeuw · gepaald · gravenkroon · groot wapen · griffioen · hartschild · helmkroon · helmteken · heraldische kleur · herautstuk · hermelijn · hoed · Hollandse tuin · huismerk · Jeruzalemkruis · karbonkel · keizerskroon · keper · koek · kromstaf · kroon · krukkenkruis · kwartier · kwartileren · kwartierzoom · leeuw · markiezenkroon · merlet · molenijzer · motto · muurkroon · nassaublauw · natuurlijke kleur · Nederlandse leeuw · Nederlandse Maagd · ombrellino · ordeketen · palen · pentagram · pijlenbundel · raadselwapen · raaf · respectant · riddertoernooi · rijksbanier · rijkskleuren · rijksstandaard · rijkswapen · roos · Rudolfinische keizerskroon · Saksenros · Saladins Adelaar · scharlakenrood · schildhoofd · schildhouder · schildvoet · schildzoom · schoof · schuinbalk · schuinstreep sinister · sinister · sleutels van Petrus · socialistische heraldiek · sprekend wapen · stadskleuren · standaard · stedenmaagd · ster · tinctuur · vair · vermeerdering · vlag · vorstenhoed · vrijheidshoed · vrijkwartier · vrouwenwapen · wapen · wapenbelasting · Wapenboek Beyeren · Wapenboek Gelre · wapenbord · wapendiploma · wapendier · wapenkast · wapenkoning · wapenmantel · wapenrecht · wapenrol · wapenstier · wapentent · wassende en afnemende maan · Waterlandse zwaan · Westfriese boomwapens · wildeman · wolfsangel · wrong